# エチオピア料理
エチオピア料理とは、エチオピアで食べられている料理の総称である。

## 特徴

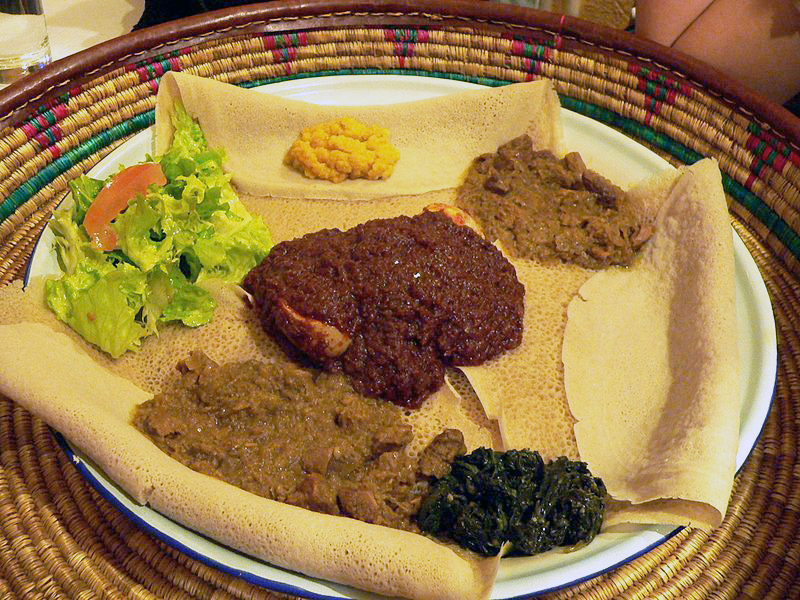
ワットが載せられたインジェラ

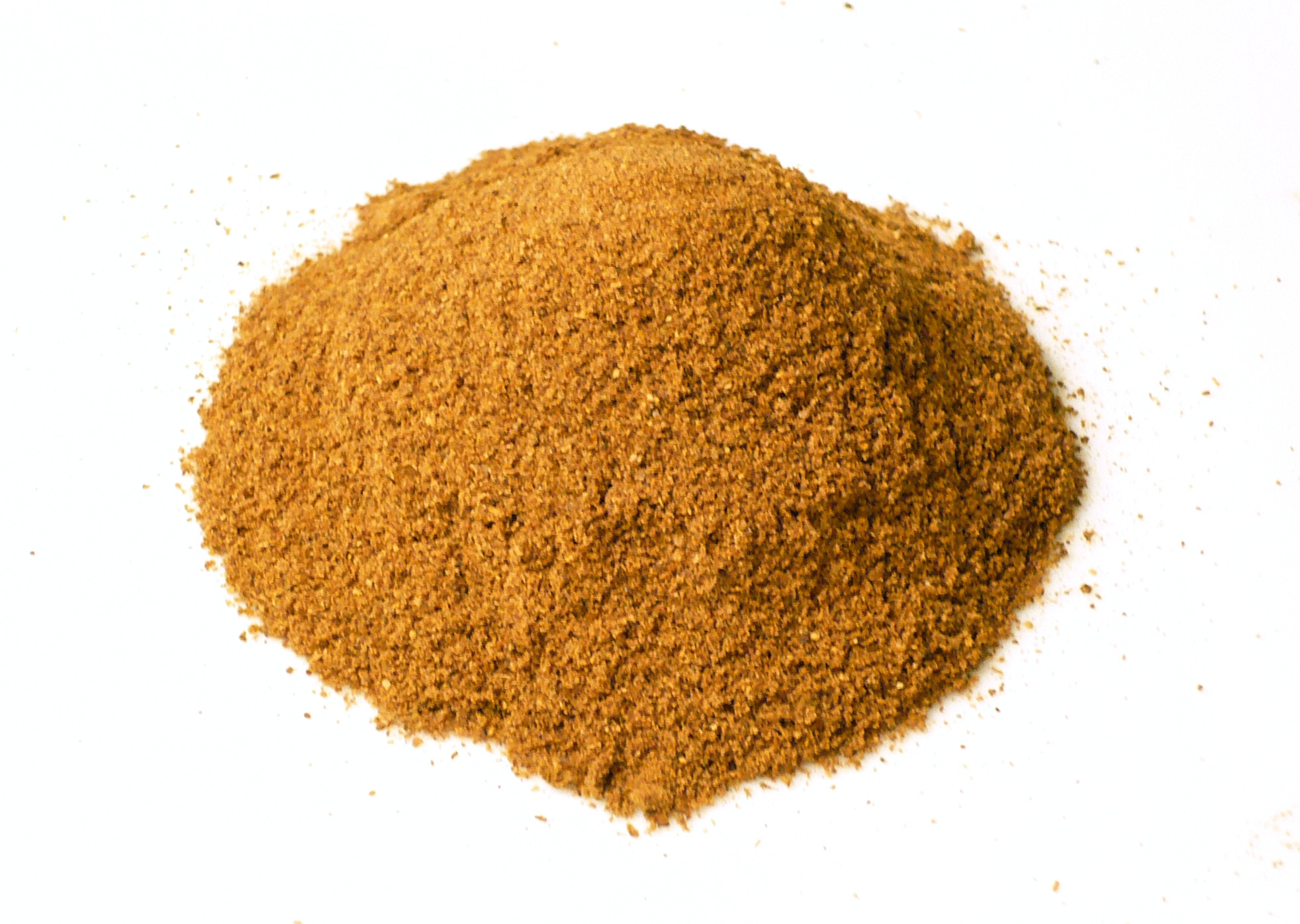
バルバリ

アフリカの角の根元に位置するエチオピアはエジプト、西南アジア、アラブ、地中海方面の文明が交錯する地域であり、食文化も様々な文化の影響を受けている。
エチオピア北部ではインジェラと呼ばれるパンケーキ、南部ではエンセーテと呼ばれる植物が食事の中心となっている。
インジェラはイネ科の植物であるテフから作る酸味のあるパンケーキで、紀元前100年ごろにはすでに作られていたと伝えられている。元来インジェラはエチオピア北部の高原地帯の料理として食べられていたが、19世紀後半にアムハラ人がエチオピア南部に勢力を拡大するにつれてインジェラが食べられる範囲も広がっていった。エチオピア南西部ではテフの栽培、インジェラの普及をアムハラ人の侵略に重ねて否定的な意味合いで語られることもあるが、インジェラはエチオピア各地で日常食、特別な日の食事として調理されるようになった。インジェラを食べる場合、通常は手でちぎったインジェラをワットというシチューに浸して食べるが、ワットを作る余裕が無いときにはインジェラには何も付けず、もしくは岩塩のかけらや青トウガラシを挟んで食べる。ワット以外のインジェラの付け合せには炒めた肉、豆類や多年生キャベツの煮込み、生肉、チーズなどが挙げられる。他のアフリカの地域の料理には熱い料理が出され、主食と副菜が混ぜ合わせた状態で供される特徴があるが、エチオピア料理には冷めた状態で供される主食のインジェラ、主食のインジェラと副菜のワットが別個に供されるといった他地域には無い特色が確認できる。
インジェラのほか、ダボと呼ばれるテフと小麦で作るパンも朝食、昼食、携帯食として食べられている。
テフと並ぶ主食のエンセーテが食用として栽培される地域はエチオピアのみで、栽培や調理はエチオピア南部でのみ発達してきた。エンセーテは偽茎に蓄えられたデンプンを発酵させたものが調理され、長期の保存が可能な点と一本の木から採れるデンプンで多数の人間を養える点から、エンセーテは「飢餓を救う木」と呼ばれることもある。また、エンセーテはほぼすべての部位が利用できる植物であり、皮は屋根の材料や燃料、葉は衣料や食器の素材となる。
エチオピア料理の基本的な調味料としてはバルバリ（バレバレ）が挙げられる。粉末の赤トウガラシをニンニク、ショウガ、塩などと混ぜ合わせ、さらに搗いて粉にしたバルバリは、インジェラにも付けられる。料理は使われるバター（ケベ）の量に応じてランクが上がり、バターは調味料以外に整髪量にも使われる。香辛料入りのバターであるニッター・ケベは、エチオピアの各家庭に常備されている調味料である。ほか、酒の原料にもなる蜂蜜が伝統的な甘味料として使われる。

## 肉類

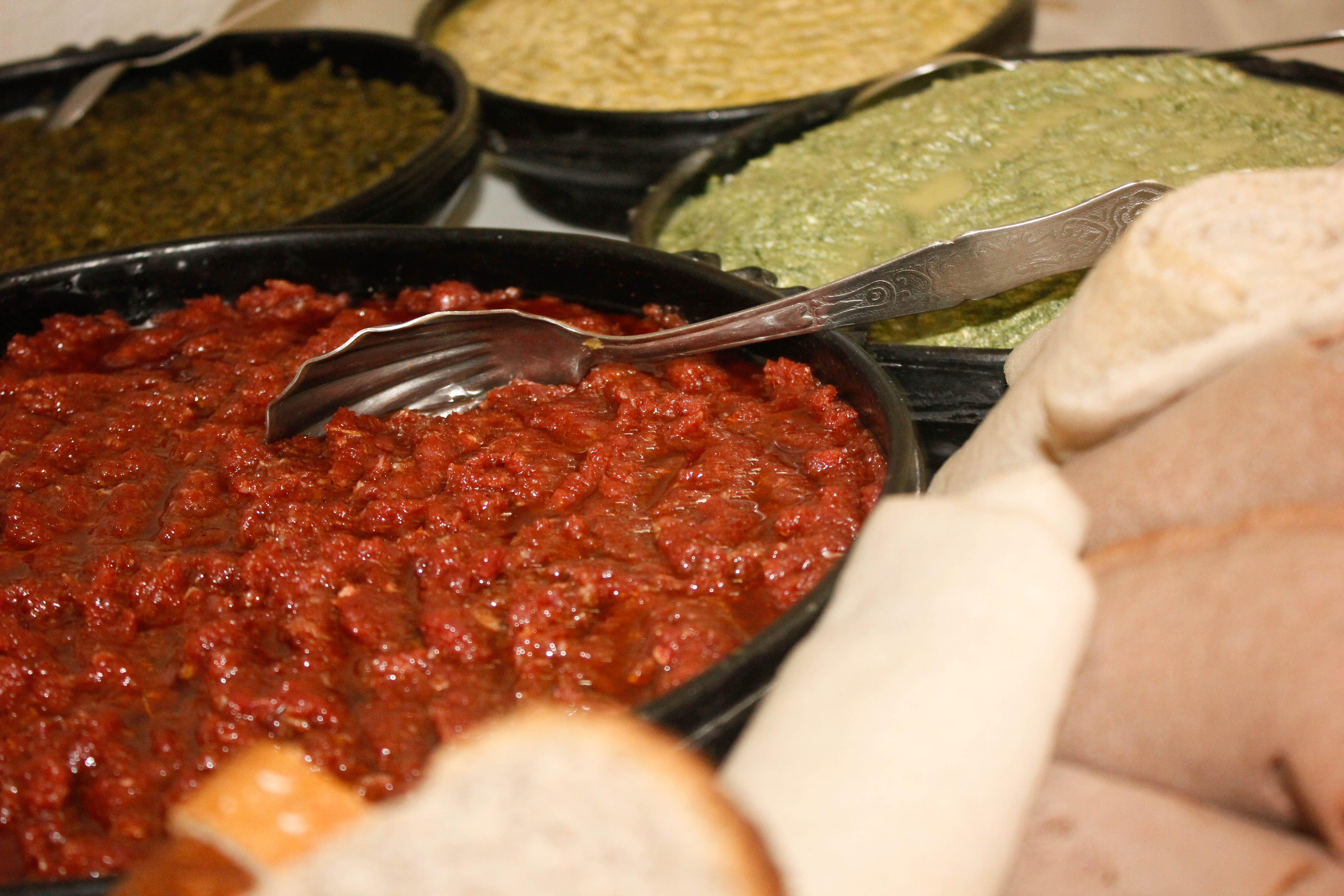
インジェラ、アイブとともに供されたクトゥフォ

エチオピアのキリスト教徒、イスラム教徒の両方に肉食に関する一定のタブーがあるが、都市部では形骸化しつつある。キリスト教徒は牛、ヤギ、ヒツジ、ニワトリの肉を食べ、イスラム教徒はそれらの動物にくわえてラクダの肉も食べる。ブタはキリスト教徒、イスラム教徒いずれの間でも敬遠されている。
エチオピアではしばしば生肉が食べられ、牛の生肉が最高のものと見なされている。ヤギやヒツジを屠り、火を通していない右足と肝臓を供することが、もっとも丁重なもてなしとされている。ぶつ切りにした新鮮な肉をナイフで切り分けてトウガラシの練り粉を付ける、あるいはタルタルステーキのように小さくみじん切りにした肉に油や香辛料を加えて生肉は食される。みじん切りにした肉を使った料理のクトゥフォ（クットフォー）は、生肉のまま供するトレ、肉にやや火を通したラブラブ、よく火を通したゲバヤロの中から好みの調理法を選択する。また、クトゥフォの付け合せにはカッテージチーズのアイブや茹でたキャベツをみじん切りにしたゴーマンなどが添えられる。
生肉を食べる習慣の始まりについては、16世紀にグランの率いるイスラム教徒の軍隊がエチオピア高原に攻め込んだ時、エチオピア高原の住民は彼らに見つかることを恐れて火を燃やすことができなかったために生肉を食べていたことに由来すると言われている。生肉を食べるエチオピア人は定期的に虫下しを服用するが、コソの木（Hagenia abyssinica、バラ科）から採れる伝統的な薬は人体への影響が強く、時には失明・死亡することもある。
肉を細長く切り分け、塩、バルバリ、黒コショウをすり込んで作る干し肉は携帯にも長けた保存食となる。

## スープ
インジェラの副菜として、ワットというシチューが食べられている。ワットはバルバリを使ったカイ・ワットと、バルバリを使わないアレチャ・ワットに大別される。肉、魚、野菜がワットの材料となり、バルバリ、カルダモン、ショウガ、フェヌグリーク、クミンなどの香辛料、香草が使われる。鶏肉とゆで卵を使ったドロ・ワットは最上級のワットで、これを供することがもっとも丁重なもてなしとされている。

## 野菜
地中海沿岸部を除いたアフリカ大陸の中で、野菜の栽培が伝統的に続けられているのはエチオピアのみである。エチオピアのキリスト教徒は、肉食が禁じられる年に200数十日ある断食の日には野菜の煮込み、ポテトフライ、生のトマトやタマネギなどを副菜として食している。ヒヨコマメ（ガルバンゾ）のペーストを魚の形に整えるイェシンブラ・アッサは断食の日のための料理である。

## 飲料

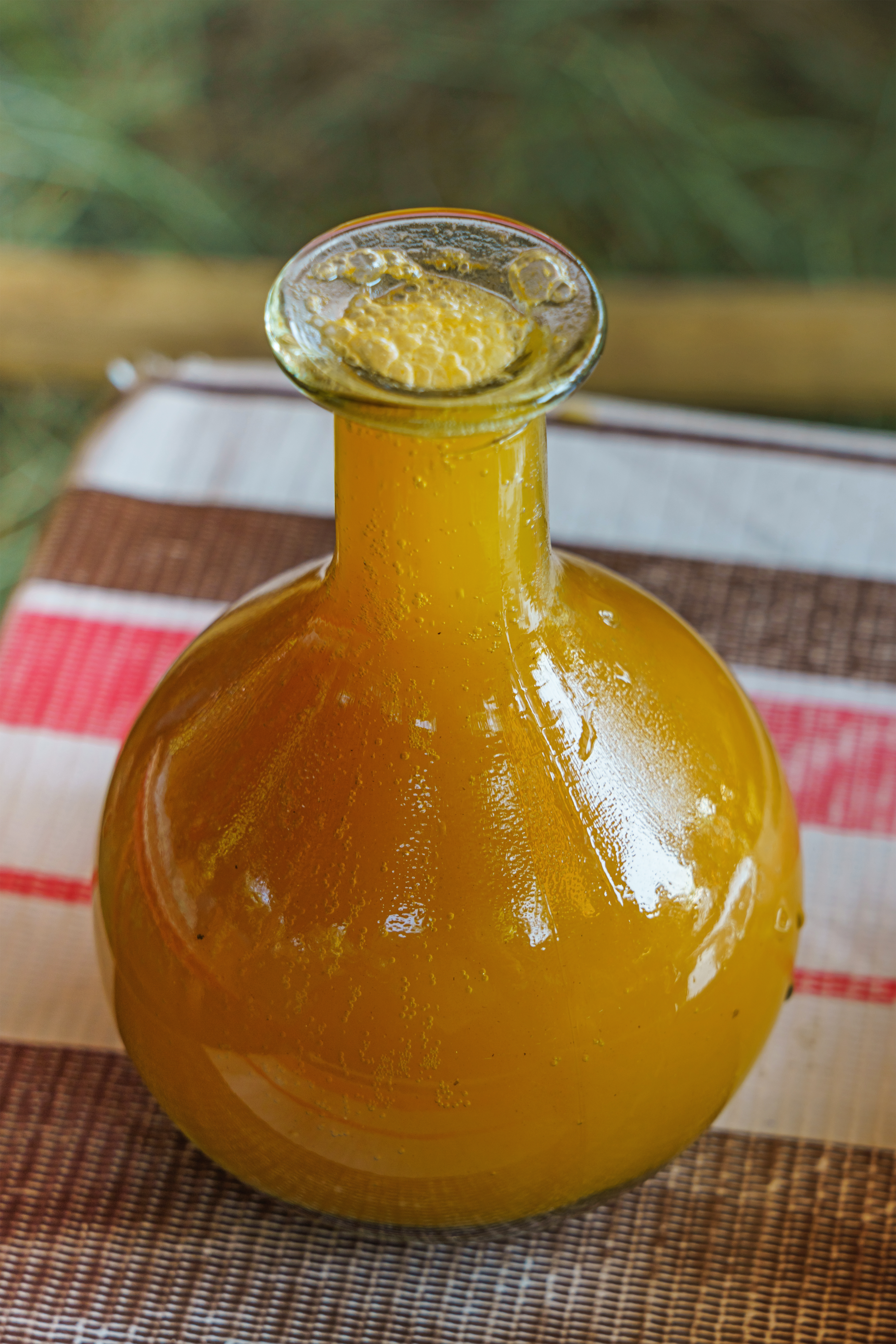
フラスコに似た瓶に入れられたタジ

食事の際にはテラ（タラ）という酒が供される。テラは「エチオピアのビール」とも呼ばれ、古代メソポタミアのビールに近い特徴を持つ。テラを蒸留して造るアラキという酒も飲まれているが、アルコール度数が高いアラキはもっぱら一部の愛飲家に好まれている。また、アジスアベバのベデレなど、エチオピアでは多くの地ビールも造られている。
ハチミツから造る酒のタジ（タッジ）は庶民の酒であるテラに対する高級酒で、エチオピア皇帝が愛飲したことでも知られている。タジはハチミツに酵母を加えて発酵させた酒で、ドライ、ミディアム・スイート、スイートなど様々な種類が存在する。宮廷で造られていたタジが出される場面は兵士の激励、特別な宴会などに限られていたが、1920年代に入って一般の人間もタジを飲めるようになったと言われている。
エチオピアのカッファ州は、コーヒーノキの原産地と考えられている。エチオピア全土でコーヒーが飲まれるようになったのは19世紀末以降であるが、南西部ではそれよりも早い時期にコーヒーが利用されていたと考えられている。エチオピアではコーヒーの豆を炒って粉にしたものを煮立てて飲まれ、コーヒーノキが育たない低地ではコーヒーの木の葉や豆を覆う外殻が煎じて飲まれる。エチオピア高地には客人にコーヒーを出し、大勢の人間を集めて時間をかけてもてなす習慣があり、コーヒー・セレモニーの名前で知られるこのもてなしはエチオピアの観光名物の一つにもなっている。また、コーヒーは飲用にされるほか、果肉はバターで煮て調理され、若葉は野菜として用いられる。

## 代表的な料理
- インジェラ
- ワット - シチュー
  - ドロ・ワット - 鶏肉とゆで卵のワット
  - バグ・ワット - 羊肉のワット
  - スガ・ワット - 牛肉のワット
  - アサ・ワット - 身をほぐした魚のワット
  - シュロ・ワット - 粉状の豆を使ったワット
  - ムッスル・ワット - 粒状のレンズマメのワット
  - アティクルト・ワット - 野菜のワット
  - メティン・シュロ - 粉末のエンドウマメ、レンズマメ、ヒヨコマメなどを使った野菜のワット
- クックル - 羊肉などを使った肉のスープ
- キトゥフォ
- トュブス - ぶつ切りの肉のソテー
- ヤタクレテ・キルキル - ニンニクとショウガ入りの野菜の炒め煮
- イェミサー・セラタ - エシャロットとトウガラシで風味を付けたレンズマメのサラダ
- ウルゴ - ヨーグルト。ワットに混ぜて食べられる。
- ナミャファ - 硬質のヨーグルト
- ボンボリーノ - ドーナツ